# Rana (genere)
Rana Linnaeus, 1758 è un genere di anfibi anuri appartenenti alla famiglia Ranidae.

## Tassonomia
Comprende le seguenti 53 specie:
- Rana amurensis Boulenger, 1886
- Rana arvalis Nilsson, 1842
- Rana asiatica Bedriaga, 1898
- Rana aurora Baird and Girard, 1852
- Rana boylii Baird, 1854
- Rana cascadae Slater, 1939
- Rana chaochiaoensis Liu, 1946
- Rana chensinensis David, 1875
- Rana chevronta Hu and Ye in Hu, Fei, and Ye, 1978
- Rana coreana Okada, 1928
- Rana culaiensis Li, Lu, and Li, 2008
- Rana dabieshanensis Wang, Qian, Zhang, Guo, Pan, Wu, Wang, and Zhang, 2017
- Rana dalmatina Fitzinger in Bonaparte, 1839
- Rana draytonii Baird and Girard, 1852
- Rana dybowskii Günther, 1876
- Rana graeca Boulenger, 1891
- Rana hanluica Shen, Jiang, and Yang, 2007
- Rana huanrenensis Fei, Ye, and Huang, 1990
- Rana iberica Boulenger, 1879
- Rana italica Dubois, 1987
- Rana japonica Boulenger, 1879
- Rana jiemuxiensis Yan, Jiang, Chen, Fang, Jin, Li, Wang, Murphy, Che, and Zhang, 2011
- Rana jiulingensis Wan, Lyu, and Wang, 2020
- Rana johnsi Smith, 1921
- Rana kobai Matsui, 2011
- Rana kukunoris Nikolskii, 1918
- Rana latastei Boulenger, 1879
- Rana longicrus Stejneger, 1898
- Rana luanchuanensis Zhao and Yuan, 2017
- Rana luteiventris Thompson, 1913
- Rana macrocnemis Boulenger, 1885
- Rana maoershanensis Lu, Li, and Jiang, 2007
- Rana muscosa Camp, 1917
- Rana neba Ryuzaki, Hasegawa, and Kuramoto, 2014
- Rana omeimontis Ye and Fei in Ye, Fei, and Hu, 1993
- Rana ornativentris Werner, 1903
- Rana parvipalmata López-Seoane, 1885
- Rana pirica Matsui, 1991
- Rana pretiosa Baird and Girard, 1853
- Rana pseudodalmatina Eiselt and Schmidtler, 1971
- Rana pyrenaica Serra-Cobo, 1993
- Rana sakuraii Matsui and Matsui, 1990
- Rana sangzhiensis Shen, 1986
- Rana sauteri Boulenger, 1909
- Rana shuchinae Liu, 1950
- Rana sierrae Camp, 1917
- Rana tagoi Okada, 1928
- Rana tavasensis Baran and Atatür, 1986
- Rana temporaria Linnaeus, 1758
- Rana tsushimensis Stejneger, 1907
- Rana uenoi Matsui, 2014
- Rana ulma Matsui, 2011
- Rana zhenhaiensis Ye, Fei, and Matsui, 1995

## Distribuzione
Il genere Rana è distribuito in tutto il continente europeo.
In Italia sono presenti le specie  Rana latastei, Rana temporaria, Rana arvalis, Rana dalmatina, Rana italica e Rana graeca, attribuite al gruppo senza valore sistematico delle rane rosse . Sono inoltre presenti alcune specie di origine alloctona (anche note come "specie aliene"), quali Rana kurtmuelleri (introdotta dall'Albania) e Rana catesbeiana (introdotta dal Nord America). Le specie Rana bergeri, Rana esculenta, Rana lessonae, Rana kurtmuelleri e Rana ridibunda del gruppo delle rane verdi oggi sono attribuite al genere Pelophylax, mentre Rana catesbeiana è sinonimo di Lithobates catesbeianus.

## Minacce
Le popolazioni di rana sono minacciate dalle trasformazioni ambientali, in particolare dalla distruzione delle zone umide, e dall'uso di pesticidi, nonché da diversi agenti patogeni, tra cui la chitridiomicosi e i ranavirus.

## Le rane in cucina

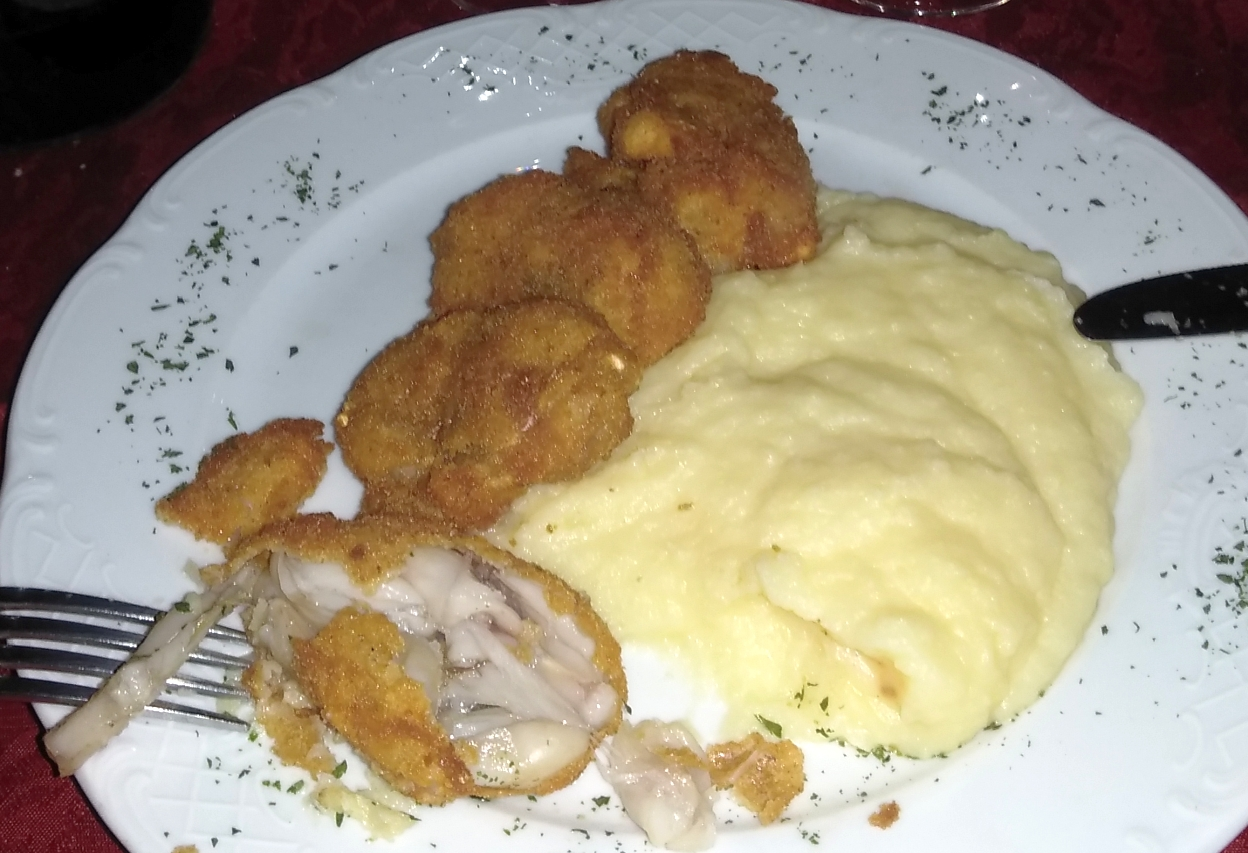
Cosce di rana fritte con purè di patate

Le rane in cucina venivano mangiate soprattutto nella Pianura Padana, specialmente nella zona risicola tra Novara, Vercelli e Pavia. L'allevamento di rane verdi è vietato in Italia dalla Convenzione di Berna del 1979 entrata in vigore nel 1981, però è consentita la raccolta di 5 kg al giorno. La carne di rana raggiunge in Italia il prezzo di 30 euro al chilo e viene prodotta da fine aprile a fine agosto in Albania e Turchia, viene macellata in Italia e deve essere commercializzata già eviscerata.

## Nella letteratura
La rana è protagonista di favole di Esopo e di Fedro - La rana e il bue - e di un poemetto giocoso greco: la Batracomiomachia. Giacomo Leopardi scrisse il poemetto satirico Paralipomeni della Batracomiomachia.